# Upadły
Upadły [uˈpadwɨ] (tiếng Đức Henkenhagen)  là một ngôi làng thuộc khu hành chính của Gmina Golczewo, thuộc quận Kamień, West Pomeranian Voivodeship, ở phía tây bắc Ba Lan.
Nó nằm khoảng 3 kilômét (2 mi) phía đông bắc Golczewo, 20 km (12 mi) về phía đông nam Kamień Pomorski và 56 km (35 mi) về phía đông bắc của thủ đô khu vực Szczecin.
Ngôi làng có dân số 200 người.